# Błąd przejścia
Ten artykuł opisuje zagadnienie koszykarskie zgodne z normami FIBA.
Zasady w ligach NBA, NCAA lub innych mogą różnić się od tutaj przedstawionych.
Błąd przejścia – błąd w koszykówce polegający na przekroczeniu lub nadepnięciu niedozwolonej linii.
W koszykówce wyróżniamy kilka "błędów przejścia":

## Aut

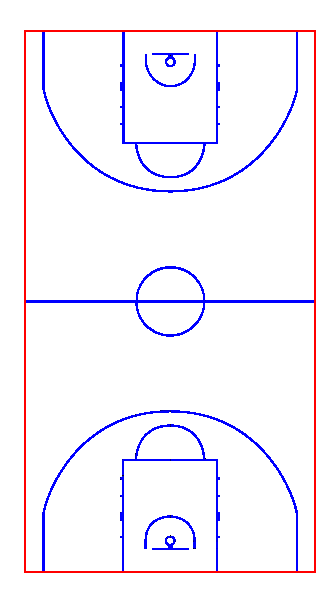
Linie autu (czerwone)

Aut (ang. out) - opuszczenie przez piłkę, regulaminowego pola gry wyznaczonego przez linie ograniczające boisko. Za aut odpowiedzialny jest zawodnik, który ostatni raz dotknął piłki. Piłka po aucie staje się martwa. Aut jest karany oddaniem piłki przeciwnikom do wybicia zza linii autu. Jest to najczęściej spotykany błąd przejścia.
- W koszykówce aut następuje gdy piłka dotyka zawodnika lub innej osoby będącej poza boiskiem, podłogi lub obiektu na, ponad lub poza liniami ograniczającymi boisko, konstrukcji podtrzymujących tablice, tyłu tablic lub jakiegokolwiek obiektu ponad boiskiem[1].
- Po aucie piłkę do gry wprowadza drużyna przeciwna do drużyny odpowiedzialnej za wybicie piłki na aut z miejsca, gdzie piłka opuściła boisko z wyjątkiem miejsc bezpośrednio za tablicą.
- Aut w koszykówce to jeden z tzw. "błędów przejścia".
- Jeżeli zawodnik podczas wybijania piłki z autu, nadepnie lub przekroczy linię autu, jest to również "błąd przejścia".

## Przejście linii rzutów wolnych

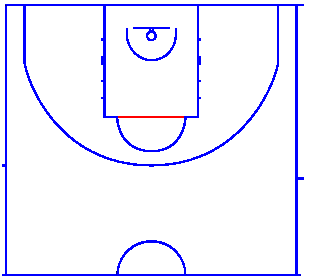
Linia rzutów wolnych (czerwona)

Przekroczenie lub nadepnięcie linii rzutów wolnych przez zawodnika wykonującego rzut wolny, podczas wykonywania rzutu wolnego, gdy piłka jeszcze nie dotknęła obręczy kosza. Karane jest to unieważnieniem rzutu. Jeżeli był to rzut "z grą", piłkę otrzymuje przeciwnik. 

## Przejście linii autu podczas wybijania piłki z autu
Przekroczenie, lub nadepnięcie linii autu podczas wprowadzania piłki z autu, przez zawodnika wybijającego piłkę. Błąd ten karany jest oddaniem piłki przeciwnikowi do wybicia z tego samego miejsca.